# Tarundeep Rai
Tarundeep Rai, indijski lokostrelec, * 22. februar 1984.
Sodeloval je na lokostrelskem delu poletnih olimpijskih igrah leta 2004, kjer je osvojil 43. mesto v individualni in 11. mesto v ekipni konkurenci.